# 千坂半左衛門
千坂 半左衛門（ちさか はんざえもん、元禄15年（1702年） - 安永5年（1776年））は、江戸時代の陸奥国仙台藩領黒川郡志戸田村（現:宮城県富谷市）、舞野村、蒜袋村、高田村（いずれも現:大和町）4ヶ村の肝入（庄屋）、後に黒川郡の大肝煎。今村（現大和町吉岡）に一家を創設した黒川郡の大肝煎、千坂仲内の実父。

## 来歴

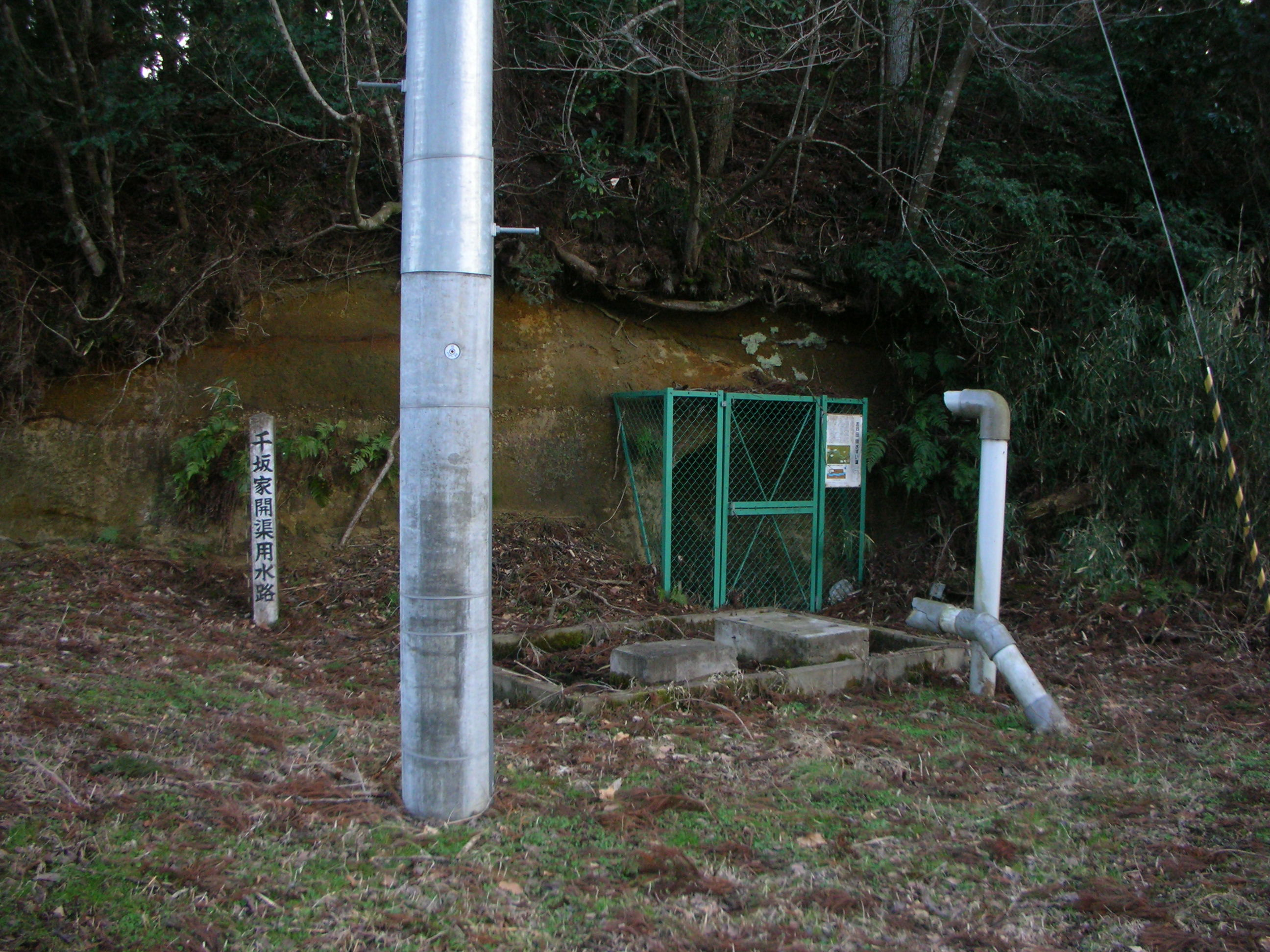
千坂が計画して着工した志戸田用水隧道

- 1702年（元禄15年） 黒川郡志戸田村（現:富谷市）に生まれる。
- 1735年（享保20年） 父の跡を継ぎ、志戸田、舞野、蒜袋3ヶ村の肝煎となる。
- 1736年（享保21年） から、志戸田用水隧道を掘るなどして志戸田、舞野、蒜袋、高田4ヶ村の水田耕作用の水利を開く土木工事に着工、それを指揮した[2]。
- 1743年（寛保3年） 高田村の肝煎を兼帯する。
- 1754年（宝暦4年） 藩庁より表彰される。
- 1755年（宝暦5年） 肝煎を辞す。黒川郡の大肝煎となる。
- 1760年（宝暦10年） 黒川郡の大肝煎を辞す。
- 1763年（宝暦13年） 仙台藩から表彰される。
- 1776年（安永5年） 8月、志戸田用水隧道通水を見届けることなく死去。

## 没後
- 1786年（天明6年）頃 志戸田用水隧道に通水が開始される。これでおよそ160町歩（160ha）の水田が良田になった。
- 1988年（昭和63年） 志戸田、舞野地区の用水受益者一同が、志戸田地内三ヶ森の千坂家の墓前に集まり厚恩に感謝した。
- 1994年（平成4年） 富谷町教育委員会（当時）により顕彰の標柱が建てられる（写真参照）。